# Вја Сант'Антонио (Модена)
Вја Сант'Антонио је насеље у Италији у округу Модена, региону Емилија-Ромања.
Према процени из 2011. у насељу је живело 22 становника. Насеље се налази на надморској висини од 94 м.